# Géza Komor
Géza Komor (* 5. Mai 1900; † 1951) war ein ungarischer Geiger sowie Leiter einer Tanz- und Unterhaltungskapelle in Deutschland.

## Leben
Komor bereiste schon als Neunjähriger als „Wunderkind“ mit seiner Geige die österreich-ungarischen Städte.
Nach seinem Musikstudium am Konservatorium von Budapest bekam er, da ihm großes technisches Können und eine feine Einfühlungsgabe attestiert wurden, eine Anstellung bei der Budapester Oper. Ab 1927 war er im Hotel Kaiserhof in Berlin engagiert. Dort leitete er ein kleines Orchester, in dem er die Geige spielte.
Zwischen 1928 und 1932 war er bei der Schallplattenfirma Tri-Ergon unter Vertrag und spielte mit seinem „Künstler-Orchester vom Hotel Der Kaiserhof, Berlin“ live für die Gäste dieses Hauses zum Tanz auf; ebenso virtuos interpretierte er aber auch Konzert- und Salonstücke, Operetten- und Unterhaltungspotpourris.
Es wurde behauptet, dass Komor auf Tri-Ergo außerdem auch als „Harry Jackson’s Tanz-Orchester“ firmierte, wenn jazzige moderne Tanzmusik verlangt wurde. Allerdings ist durch zahlreiche Dokumente und Annoncen eindeutig bewiesen, dass der Name Harry Jackson ein Pseudonym für den in Wiesbaden, Berlin, Bonn und Düsseldorf musikalisch tätigen und in Wiesbaden lebenden Hermann Rechenbach war. Rechenbach/„Harry Jackson“ hatte neben seiner privaten Wiesbadener auch eine Düsseldorfer Adresse in der dortigen Pionierstr. 53.
In Tangobesetzung spielte Komor als „Tango-Kapelle Komor“ und als „Tango-Kapelle Morello“. Diese Bezeichnung hatte jedoch nichts mit dem ebenfalls bei Tri-Ergon engagierten Banjospieler Tony Morello zu tun und wurde auch ohne sein Einverständnis verwendet. Richtig aber ist, dass Tony Morello (* 1902) mit einer Gruppe von Musikern aus dem Umkreis von Bernard Etté, welcher ihn 1927 aus New York nach Berlin geholt hatte, unter dem Namen „Jazz-Kings“ bei Tri-Ergon im Oktober 1927 Aufnahmen machte (z. B. Tri-Ergon T.E.5045 – 5047 vom 23. Oktober 1927).
Wie sein Erscheinen im Taschenalbum Künstler am Rundfunk von 1931 belegt, wurden Géza Komors Konzerte auch im Berliner Rundfunk übertragen „Seit Jahren“ – so heißt es dort – „schätzen die Hörer Berlins seine Tanzmusik“.
Im Sommer 1933 wurde er im Hotel „Kaiserhof“ durch das Orchester von Emanuel Rambour abgelöst.
Im Sommer 1934 spielte Géza Komor mit seinem Orchester in Warnemünde. Am 1. September 1934 trat er ein Engagement im Hamburger „Boccaccio“ an, wo er bis Ende April 1935 blieb und dann dort vom Orchester Will Glahé abgelöst wurde. Im Juli 1935 trat Géza Komor wiederum im Warnemünder Kurhaus auf, ehe er im Herbst 1935 im Hamburger „Trocadero“, Große Bleichen 32, gastierte. Das „Trocadero“ war ein nobles Etablissement, in dem auch die wohlhabende Hamburger Swingjugend verkehrte. Von dort fand auch eine Rundfunkübertragung des Reichssenders Hamburg am Samstag, 19. Oktober 1935 von 24 bis 2 Uhr nachts statt.
Als jüdischer Künstler bekam Komor nach 1935 die Anwendung der Nürnberger Gesetze zu spüren und kehrte daher in seine ungarische Heimat zurück. Dort konnte er zunächst weiter als Musiker arbeiten.
Auf einer Patria-Schallplatte aus dem Jahre 1935 (Patria Ultravox 175 (MR 70)): Indian szerelmi dal (Indian Love Call) (Friml – Polgár) ist er als Interpret genannt (Szedö Miklos, Komor Géza Pátria Tanc-Zenekara). Sein Orchester, das inzwischen den Namen der Schallplattenfirma Patria führt, was auf ein festes Engagement dort schließen lässt, begleitet den populären ungarischen Sänger der Zwischenkriegszeit Miklos (Nikolaus) Szedö.
Da sich nach 1935 auch in Ungarn die antisemitischen Tendenzen verstärkt zeigten, konnte er sich nun auch in seinem Heimatland nicht mehr sicher fühlen. Er floh 1936 nach Skandinavien, zuerst nach Norwegen, dann nach Schweden. Dort musizierte er zwar noch, nahm aber kein Schallplatten mehr auf.
Komor ist 1950/51 in Schweden nach einer erfolglosen Krebsoperation gestorben.

## Tondokumente
Der Musikkatalog der Deutschen Nationalbibliothek verzeichnet 402 Aufnahmen von Komor.

## Hörbeispiele
- Achtung Achtung Wir senden Tanzmusik! Schlagerpotpourri (Nico Dostal) I. und II. Teil.

Tanzorchester Géza Komor mit Refraingesang. Aufgenommen im Juni 1929 in Berlin, die Refrains singt Willy Munny [d. i. Wilhelm Gombert]. Tri-Ergon T.E.5653 (mx 02914/15).
- Für einen Fliederstrauß darfst du mich küssen, Fox Trot (Will Meisel, Text von Willy Rosen u. Kurt Schwabach) Tanzorchester Géza Komor mit Refraingesang. Tri-Ergon T.E.5551 (mx. 02499)[21]
- Avant de mourir / My Prayer (Georges Boulanger – Karl Satow) Künstler-Orchester Géza Komor vom Hotel „Der Kaiserhof“, Berlin, Tri-Ergon T.E.5441 (mx. 02057) aufgen. Berlin 1929[22]
- Knecht Ruprecht kommt! Weihnachts-Fantasie (Léon Jessel) Künstler-Orchester Géza Komor vom Hotel „Der Kaiserhof“, Berlin, Tri-Ergon TE 5980 (Mx 03658 und 03659), aufgen. Ende 1930.[23]
- Meine Mama war aus Yokohama, Fox Trot (Abrahám Pál, Text von Grünwald und Beda) aus Viktoria und ihr Husar: Harry Jacksons Tanz Orchester mit Gesang. Tri-Ergon T.E. 4947 (mx. 03643)[24]
- Was ist los? (Where Can She Be ?) Fox Trot (Harry Weans, Text von Alexander Flessburg) Harry Jacksons Tanz Orchester mit Refraingesang Kurt Mühlhardt. Tri-Ergon T.E. 5782 (mx. 03211)[25]
- Du bist mein Stern (Kié vagy / Madam Yvonne), Lied u. Tango (Eisemann Mihály, deutscher Text von Beda, ungarischer Text von Szilágy László) Tango-Kapelle Morello, mit Refraingesang Kurt Mühlhardt. Tri-Ergon T.E. 5804 (mx. 03295)[26]
- Ich kenn’ einen schüchternen jungen Mann. Lied und Tango aus dem Tonfilm Zwei Welten (O. Stransky & M. Freudenberg) Tri-Ergon T.E.5955 (mx. 03296) Tango-Kapelle Morello
- Kleine Mi Tsou. Japanischer [sic] Tango. (Willy Rosen & Marcel Lion) Tri-Ergon T.E.5955 (mx. 03696) Tango-Kapelle Morello

## Nachweise über Abbildungen
- Abbildung von Géza Komor mit Widmung im Taschenalbum Künstler am Rundfunk Photo
- Photo der Kapelle Géza Komor im Hotel „Kaiserhof“ in Berlin – Veröffentlichung in Tempo vom 25. Januar 1930, Atelier Zander & Labisch (= Ullstein Bild ID 00082224).
- Brillant Spezial Nr. 44 mit Komor-Aufnahme Potpourri aus der Operette »Die Lustige Witwe« (Lehár) Etikett
- Tri-Ergon mit Bezeichnung Tango-Kapelle Morello Etikett
- Tri-Ergon mit Bezeichnung Harry Jackson’s Tanz-Orchester Etikett